# Opiszthodomosz

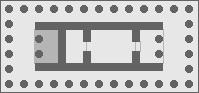
Peripterosz opiszthodomosza

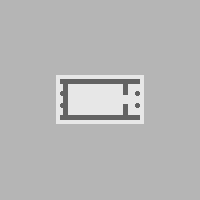
Ante-templom pszeudo-opiszthodomosszal

Az opiszthodomosz a görög templomokban az a hátsó csarnok, amely szimmetrikus párja a pronaosznak. Gyakran funkciótlan, de néhány templom esetében a kultikus eszközök tárolására is szolgálhatott.
Opiszthodomoszt képeznek a naosz hátsó falán túl meghosszabbított oldalfalai az (anték) és hátsó fala, valamint az anték közt álló általában két oszlop, melyek az architrávot támasztják alá. Bejárható volt, de a pronaosszal ellentétben innen nem lehetett bemenni a naoszba.
Opiszthodomosz létezik pszeudo-opiszthodomosz formájában is: a hátsó falon csak ante-pillérek és féloszlopok imitálják. Példa erre az Aszklépiosz-templom Agrigentóban.

## Fordítás
Ez a szócikk részben vagy egészben  az   Opisthodom című német Wikipédia-szócikk ezen változatának fordításán alapul.  Az eredeti cikk szerkesztőit annak laptörténete sorolja fel. Ez a jelzés csupán a megfogalmazás eredetét és a szerzői jogokat jelzi, nem szolgál a cikkben szereplő információk forrásmegjelöléseként.